# Sergio De Gregorio
Sergio De Gregorio (Napoli, 16 settembre 1960) è un giornalista e politico italiano, ex senatore de Il Popolo della Libertà.

## Biografia

### Carriera giornalistica
De Gregorio inizia la sua carriera di giornalista a 17 anni, nel 1977, collaborando fino al 1980 con la Redazione cronaca di Napoli di Paese Sera. Nello stesso periodo è autore, conduttore ed inviato di Al rogo, al rogo, trasmissione radiofonica di Radiouno, ed inviato di Chiamate Roma 3131, in onda su Radiodue. Vive a Roma.
Nel 1980, abbandona Paese Sera e passa all’agenzia fotogiornalistica Alfa Press Service, fondata nel 1979 da Francesco Jovane. Inizia poi varie collaborazioni con L'Espresso (occupandosi prevalentemente di cronaca nera, interrotta nel 1983), con TG2 Dossier (fino al 1985) e soprattutto con Oggi, di cui è stato collaboratore fisso fino al 1998 nelle vesti di corrispondente da vari teatri di crisi (Ruanda, Iraq, Nicaragua, ex-Jugoslavia, Libano). In tale ambito ebbe il suo maggiore scoop - il riconoscimento del pentito Tommaso Buscetta in crociera con la famiglia nel Mediterraneo orientale, scoop a cui fecero seguito polemiche sui privilegi concessi ai pentiti di mafia.
Durante gli anni ottanta, continua inoltre la sua collaborazione con la Rai come autore, conduttore e inviato di numerosi programmi come Droga che fare (Rai 3), Giallo con Enzo Tortora, Dario Argento ed Alba Parietti (Rai 2), Domenica in (Rai 1, come consulente per la parte giornalistica), Linea diretta con Enzo Biagi (Raiuno). Collabora anche con la Fininvest come inviato di Linea Continua con Rita dalla Chiesa (Rete 4) e de L'istruttoria con Giuliano Ferrara (Italia 1).
La sua carriera giornalistica lo porta negli anni novanta dapprima alla direzione di vari periodici e quotidiani campani (tra cui Dossier Magazine) e poi dal dicembre 1996 diventa il primo direttore de L'Avanti! di Valter Lavitola (da non confondersi con lo storico quotidiano socialista Avanti!), carica che lascerà nello stesso mese.

### Carriera politica
Negli anni novanta De Gregorio si iscrive al PSI. Nel 1994 passa a Forza Italia. In quegli anni entra anche a far parte del consiglio d'amministrazione della Edi City srl, editrice de Il Giornale nuovo del Sud, inserto regionale campano de Il Giornale, da poco diretto da Vittorio Feltri.
Nel 2000, fonda l'associazione Italiani nel Mondo con l'obiettivo di diffondere e promuovere l'immagine dell'Italia e degli italiani nel mondo, anche attraverso un proprio canale televisivo satellitare, Italiani nel Mondo Channel. Fino al 2004, inoltre, è assistente parlamentare presso il Parlamento Europeo.
In vista delle elezioni regionali campane del 2005 viene annunciata la sua candidatura nelle liste di Forza Italia, di cui De Gregorio ricopre l'incarico di responsabile del dipartimento Mezzogiorno. Tuttavia, a campagna elettorale ormai avviata (erano stati affissi numerosi manifesti con la foto di De Gregorio e il simbolo del partito), viene sancito il passaggio alla Democrazia Cristiana per le Autonomie, il movimento guidato da Gianfranco Rotondi del quale De Gregorio, secondo il quotidiano Libero, sarebbe successivamente divenuto vicepresidente nazionale. Sempre nel 2005, Italiani nel Mondo si trasforma da associazione a movimento politico e avvia una collaborazione con l'Italia dei Valori: De Gregorio assume la carica di direttore editoriale di Orizzonti Nuovi, organo ufficiale del partito di Antonio Di Pietro, e alle politiche del 2006 viene eletto al Senato nelle liste dell'IDV.
Il 7 giugno viene eletto Presidente della Commissione Difesa grazie ad un accordo con la Casa delle Libertà raggiunto direttamente con la mediazione del capogruppo di Forza Italia al Senato Renato Schifani, in contrapposizione alla candidata de L'Unione, l'ex-partigiana Lidia Menapace con 13 voti contro gli 11 della candidata di Rifondazione Comunista dopo due fumate nere a causa della parità tra gli schieramenti. Determinante è il voto dello stesso De Gregorio che votando se stesso con i senatori della Casa delle Libertà ha messo in crisi la maggioranza dell'Unione. La vicenda viene duramente stigmatizzata dal leader IdV il Ministro Antonio Di Pietro, che rimuove inoltre De Gregorio dalla carica di direttore editoriale di Orizzonti Nuovi dopo l'inutile richiesta di lasciare la Presidenza della Commissione Difesa. 
Il 25 settembre 2006, dopo ulteriori polemiche seguite alla sua astensione durante la votazione di un provvedimento di indulto, annuncia la sua definitiva fuoriuscita dall'Italia dei Valori e dalla maggioranza di centrosinistra, votando in seguito contro la fiducia al Governo Prodi II durante la crisi del febbraio 2007. Da Senatore, ha presentato un DDL per l'istituzione dell'"Ordine del Tricolore".
Nella primavera 2007 De Gregorio si candida per le elezioni a sindaco di Genova per la lista Movimento Italiani nel mondo, ma la lista viene esclusa dalla competizione elettorale per la mancata certificazione di alcune delle firme raccolte (su 680 firme presentate la commissione elettorale ne ha considerate valide circa 400 rispetto alle 500 necessarie).
Nel settembre 2007 il senatore De Gregorio rientra ufficialmente nello schieramento di centro destra, siglando un patto federativo tra il suo movimento e Forza Italia. Vota la sfiducia contro il Governo Prodi II il 24 gennaio 2008, contribuendo alla sua caduta.
Lo stesso Sergio De Gregorio dichiarò, in seguito: «Tra il 2006 e il 2008 Berlusconi mi pagò quasi 3 milioni di euro per passare con Forza Italia», cosa che poi avvenne nel 2008, quando De Gregorio passò dall’Italia dei valori di Antonio Di Pietro ai berlusconiani, facendo cadere il governo di Romano Prodi con la sfiducia del 24 gennaio 2008. De Gregorio ha in seguito patteggiato una condanna a 20 mesi di reclusione per corruzione in atti d'ufficio (art. 318 c.p.).
Alle politiche del 2008 De Gregorio è eletto senatore della Repubblica per il PdL.
Membro della Commissione Difesa e anche presidente della Delegazione parlamentare italiana presso l'Assemblea parlamentare della NATO, incarico da cui si autosospenderà il 17 aprile 2012 in riferimento all'indagine che lo vede indagato sull'appropriazione indebita di 20 milioni di euro di finanziamenti al quotidiano L'Avanti!
Nel settembre 2017 l'ex ministro Clemente Mastella dichiara che nel 2008 tentò di riportare nel centro-sinistra De Gregorio ma questi, in compagnia di un italo-americano membro del Partito Repubblicano e di un presunto agente della CIA, gli propose di lasciare il governo Prodi II, dicendo che gli americani gliene sarebbero stati grati.

## Procedimenti giudiziari

### Riciclaggio e favoreggiamento della camorra
Dal giugno 2007 è indagato dalla Procura antimafia di Napoli per i reati di riciclaggio e favoreggiamento della camorra. L'indagine originò dopo che la Guardia di finanza scopre, durante una perquisizione nell'abitazione maranese di Rocco Cafiero detto «'o Capriariello», ritenuto un componente del clan Nuvoletta, una serie di assegni firmati o girati da De Gregorio.
Il 23 febbraio 2021 è assolto, dall'accusa di riciclaggio e favoreggiamento della camorra, con formula piena perché il fatto non sussiste.

### Associazione mafiosa
L'8 aprile 2008 è stato iscritto nel registro degli indagati della Procura distrettuale antimafia di Reggio Calabria per concorso esterno in associazione a delinquere di stampo mafioso finalizzata al riciclaggio. L'8 maggio 2009 il gip di Reggio Calabria, Arena, ha emesso il decreto di archiviazione relativo alla vicenda.

### Truffa e false fatturazioni
Il 15 febbraio 2012 De Gregorio è indagato per truffa e false fatturazioni nell'ambito dell'inchiesta sui finanziamenti al quotidiano L'Avanti! insieme al direttore Valter Lavitola. Secondo l'accusa, Lavitola "quale proprietario e coamministratore di fatto della International Press" società che gestisce il giornale, e De Gregorio "quale socio effettivo dal 1997 e coamministratore occulto" della stessa società, hanno fatto risultare che l'editrice de L'Avanti!, possedesse i requisiti di legge per ottenere i contributi previsti dalla legge per l'editoria: in tutto 23.200.000 euro ricevuti dal 1997 al 2009 tra cui anche false assunzioni. Il 16 aprile 2012 viene emesso un ordine di custodia cautelare agli arresti domiciliari nei suoi confronti dalla procura della Repubblica di Napoli sempre in riferimento all'appropriazione indebita di 20 milioni di euro di finanziamenti al quotidiano L'Avanti!.
Il 9 maggio 2012 la Giunta per le autorizzazioni a procedere e le immunità del Senato boccia, con 10 sì, 11 no, 0 astenuti e 2 assenti (Terzo Polo) la relazione Saro (PdL) contraria a concedere gli arresti domiciliari del senatore coinvolto nell'inchiesta "Lavitola". Hanno votato contro Lega Nord, IdV e PD (a cui si è aggiunto il voto del Presidente della Giunta Marco Follini). A favore della relazione e contro gli arresti ha votato solo il partito di appartenenza di De Gregorio, il PdL, oltre a Coesione Nazionale (ex Responsabili). Sì unanime alla richiesta dei PM di Napoli di autorizzare la perquisizione di due container appartenenti al senatore De Gregorio ubicati presso il porto di Napoli. Nuovo relatore sarà Francesco Sanna, capogruppo del PD in Giunta per le Autorizzazioni.
Il 6 giugno 2012 il Senato vota la nuova relazione Sanna (Pd) favorevole a concedere gli arresti domiciliari nei confronti del senatore De Gregorio. I gruppi che si dichiarano favorevoli sono PD, IdV, UdC, SVP e Autonomie, per il Terzo Polo (ApI-FLI), Mpa, Partecipazione Democratica e Lega Nord. Contro si schierano soltanto PdL, Coesione Nazionale, Partito Repubblicano Italiano, il Movimento dei Socialisti Autonomisti e Siamo Gente Comune Movimento Territoriale. Grazie al voto segreto richiesto dal PdL, l'Aula ribalta il verdetto della Giunta e con 109 si 169 no e 16 astenuti (in Senato l'astensione equivale a voto contrario) su 294 senatori presenti nega l'arresto di De Gregorio.
Secondo le stime, essendo 124 i senatori del PdL e 10 i senatori di Coesione Nazionale (gli unici contrari all'arresto) se ne ricava che dei 169 totali ben 51 voti provengano da gruppi favorevoli all'arresto tra cui PD, Lega Nord e UdC, che dopo l'esito del voto si sono accusati tra loro sulla provenienza di quei voti determinanti. Sì unanime invece alla richiesta dei PM di Napoli di autorizzare la perquisizione di due container appartenenti al senatore De Gregorio presso il porto di Napoli. Il 15 marzo 2013, terminato il suo mandato da parlamentare e decaduta la relativa immunità, si è costituito a Roma per la vicenda dei finanziamenti all'Avanti, scontando gli arresti domiciliari nel suo appartamento ai Parioli.

### Corruzione in atti d'ufficio
De Gregorio è stato accusato di essere stato corrotto con 3 milioni di euro per il suo passaggio al centrodestra nel 2007. Il 25 febbraio 2008 è stato iscritto nel registro degli indagati della Procura di Roma per il reato di corruzione. Per questo motivo nel febbraio 2013 venne indagato Silvio Berlusconi per concussione. L'11 marzo 2013, parlando con i giornalisti del suo coinvolgimento nell'inchiesta sulla presunta compravendita dei senatori, De Gregorio ammise pubblicamente di aver preso due milioni di euro in nero e di aver commesso pertanto un reato, patteggiando in seguito una condanna a 20 mesi di reclusione per il reato di corruzione in atti d'ufficio. Il 9 maggio 2013 la Procura di Napoli chiese il rinvio a giudizio di Silvio Berlusconi per la vicenda della presunta compravendita dei senatori. Analoga richiesta è stata formulata per l'ex senatore Sergio De Gregorio e l'ex direttore de L'Avanti! Valter Lavitola. Berlusconi e Lavitola sono stati condannati l'8 luglio 2015 a 3 anni di reclusione, ma il reato è stato dichiarato prescritto nel 2017 dalla Corte d'Appello.

### Arresto per riciclaggio
Il 2 giugno 2020 venne arrestato dalla DDA a Roma insieme ad altre 8 persone, nell'ambito di una inchiesta volta a smascherare società create per riciclare denaro e commettere estorsioni contro locali del centro di Roma.

## Opere
- AA.VV. Guida di Napoli vera, Napoli, Ed. Procaccini, 1976,
- Camorra, Napoli, Ed. Società Editrice Napoletana, 1981,
- I nemici di Cutolo, Napoli, Ed. Pironti, 1983,
- Tortora: morire d'ingiustizia, Napoli, Ed. De Dominicis, 1988,
- Diete dimagranti, diete ingrassanti, Imola, Ed. Sarva, 1993, ISBN 88-85220-76-2